# 英國文化

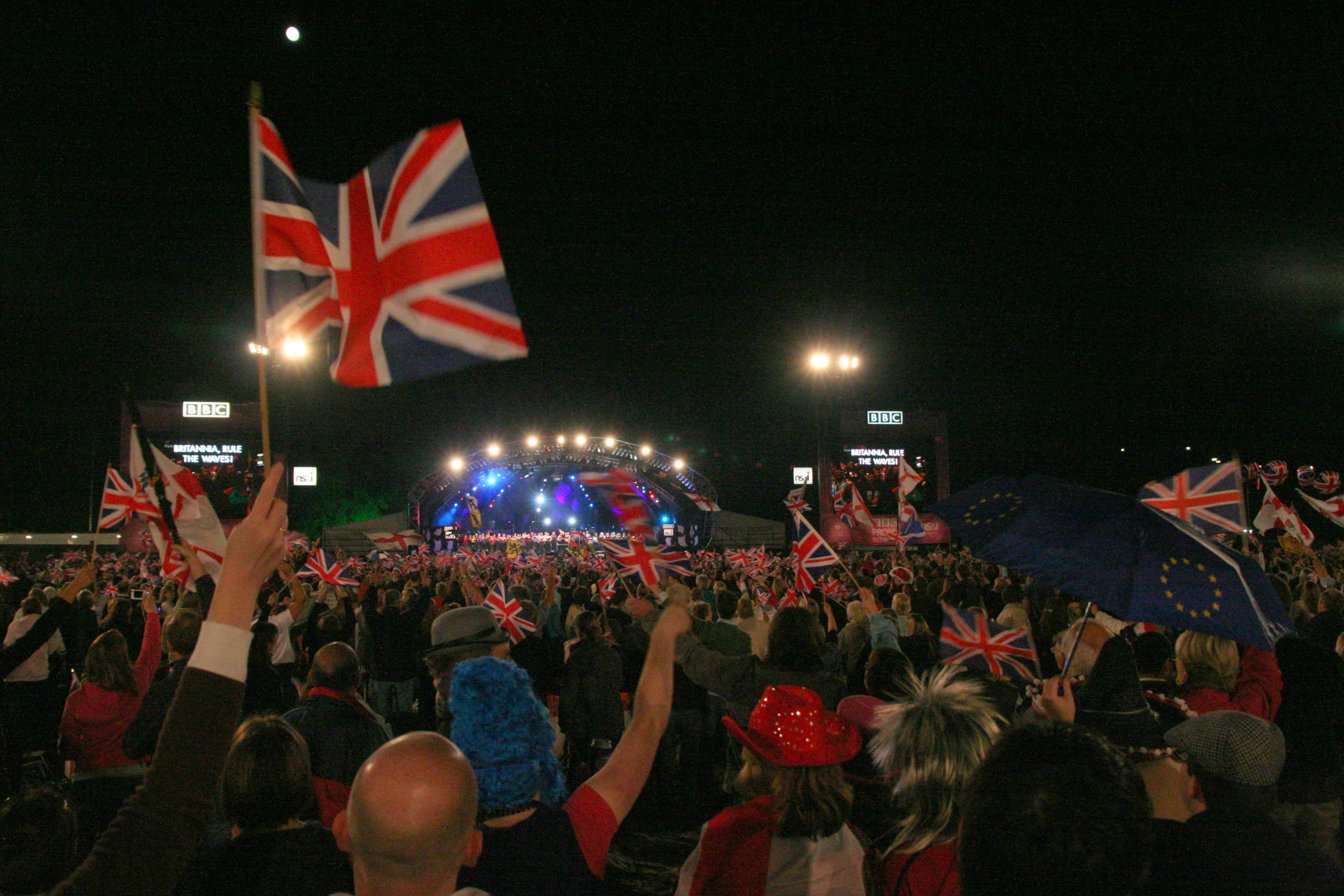
逍遙音樂節是一種夏季持續八周的管弦樂演奏會，最後一晚以演奏英國傳統音樂結束。

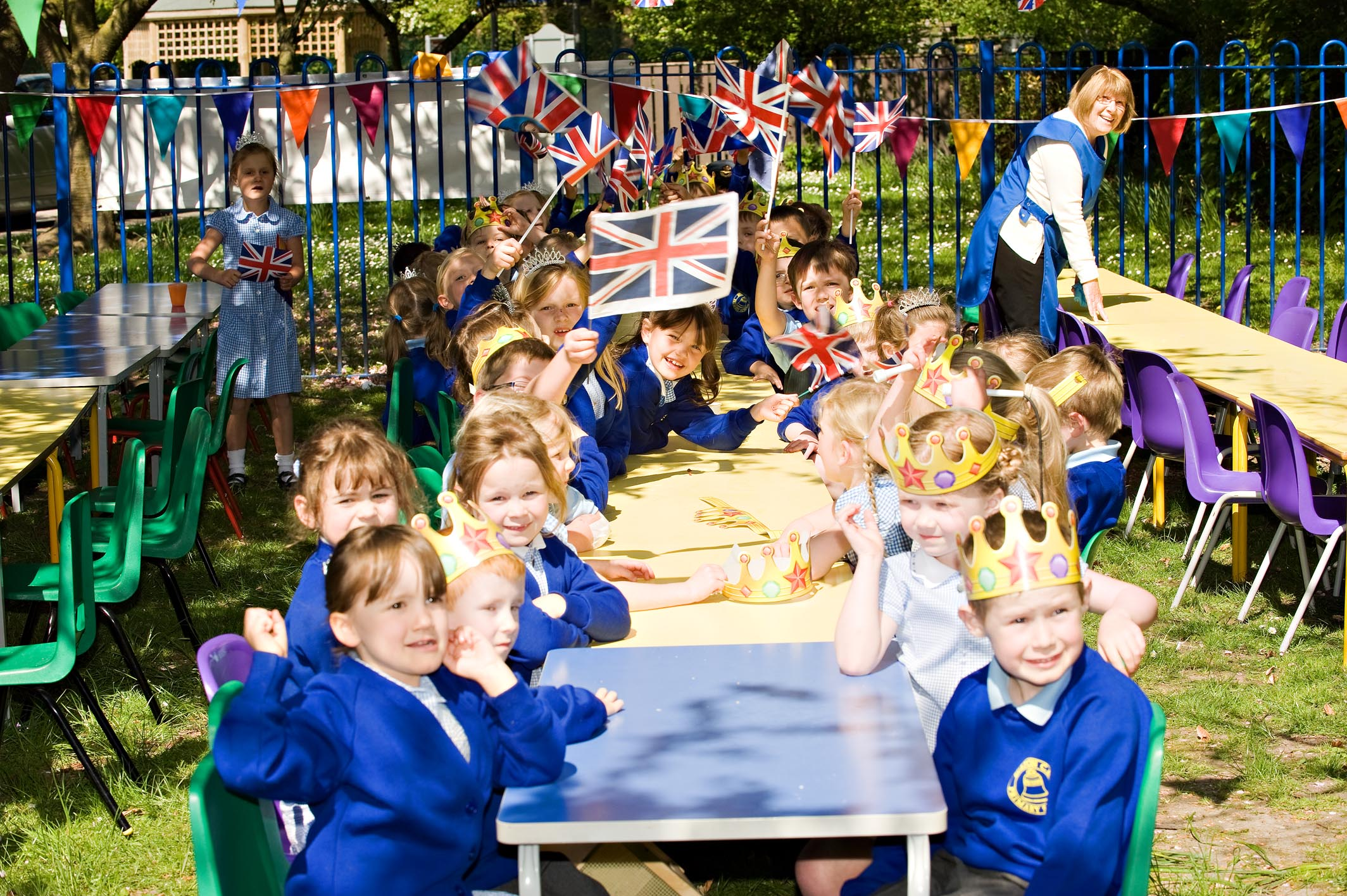
一個蘭開夏郡小學街頭派對，時值威廉王子與凱特的婚禮

英國文化受其自由民主、島國、大國及宗教等等的因素影響。英國由英格蘭、蘇格蘭、威爾士和北愛爾蘭四地區組成，四地區都有獨自的風俗和象徵。傳統上英國并不屬於歐洲，但歐洲文化也很大程度上地影響到了英國，二者綜合發展成了西方文化。
英國文學、音樂、電影、藝術、戲劇、媒體、電視、哲學和建築也具有世界性的影響力，在科技上也很先進。運動也是英國文化重要組成部份之一，它也是很多運動的發源地，包括本國最流行的足球。英國因此也被描述為“文化大國”， 倫敦也由此成爲了世界文化中心之一。
英國是工業革命的發源地，這場運動對世界文明發展的進程產生了深遠的影響。由於一度是大英帝國，英語也隨著其殖民地的拓展而成爲了一種世界性語言，美國、新西蘭、澳大利亞、加拿大等等諸多國家人民的母語也都是英語。這些國家有時統稱英語圈。 其殖民地的文化反諸其身，對其文化，尤其是飲食產生了重大影響。

## 語言
英語是英國的官语，英國人口的95%都以這種語言為母語。
不過各地區還是有自己的語言的，在威爾士，大部份公立學校學生都接受威爾士語教學，1993年威爾士語法案和1998年威爾士政府法案規定在公共部門英語和威爾士語有同等的地位。北愛爾蘭則使用愛爾蘭和阿爾斯特蘇格蘭語，2005年蘇格蘭議會通過了蘇格蘭蓋爾語法案，規定蓋爾語為蘇格蘭官方語言，等同英語，並要求有國家計劃以促進蓋爾語發展。
根據歐洲區域或少數民族語言憲章，英國政府有義務促進傳統地方語言的發展。英國官方規定這些語言包括威爾士語（在威爾士）、蘇格蘭蓋爾語和蘇格蘭語（在蘇格蘭）、康沃爾語（康沃爾郡）以及北愛爾蘭的愛爾蘭語，此外還包括英國手語。

## 藝術

### 文學
英國文學繼承了先前的蘇格蘭及英格蘭文學傳統，包括一些早期的凱爾特語、盎格魯-撒克遜文學，最後來又出現了喬叟、莎士比亞和約翰·彌爾頓。18世紀早期的英國文學稱為奧古斯都文學。這一時期的詩作都很正式（例如亞歷山大·蒲柏），英語小說也開始流行起來，出現了丹尼爾·笛福的《魯濱遜漂流記》、亨利·菲爾丁的《湯姆·瓊斯》以及塞繆爾·理查森的《帕梅拉》。
到18世紀晚期，浪漫主義文學興起，通俗小說（vernacular literature）開始流行。蘇格蘭詩人羅伯特·彭斯復興了蘇格蘭語文學，在威爾士，伊奥洛·摩根復興了傳統的群英會（eisteddfod）。
19世紀，英國主要詩人有威廉·布萊克、威廉·华兹华斯、塞繆爾·泰勒·柯勒律治、阿尔弗雷德·丁尼生、約翰·濟慈、伊麗莎白·巴雷特·勃朗寧、珀西·雪萊和拜倫。維多利亞時代是英國現實主義文學的黃金時期，代表作家有簡·奧斯丁、艾米莉·勃朗特、夏洛特·勃朗特、狄更斯、威廉·薩克雷、喬治·艾略特和托馬斯·哈代。

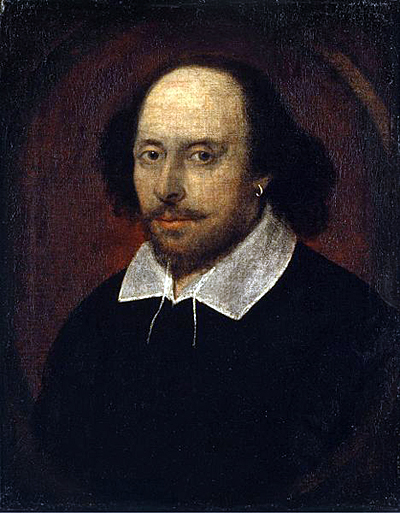
威廉·莎士比亞，常被稱為英格蘭國家詩人
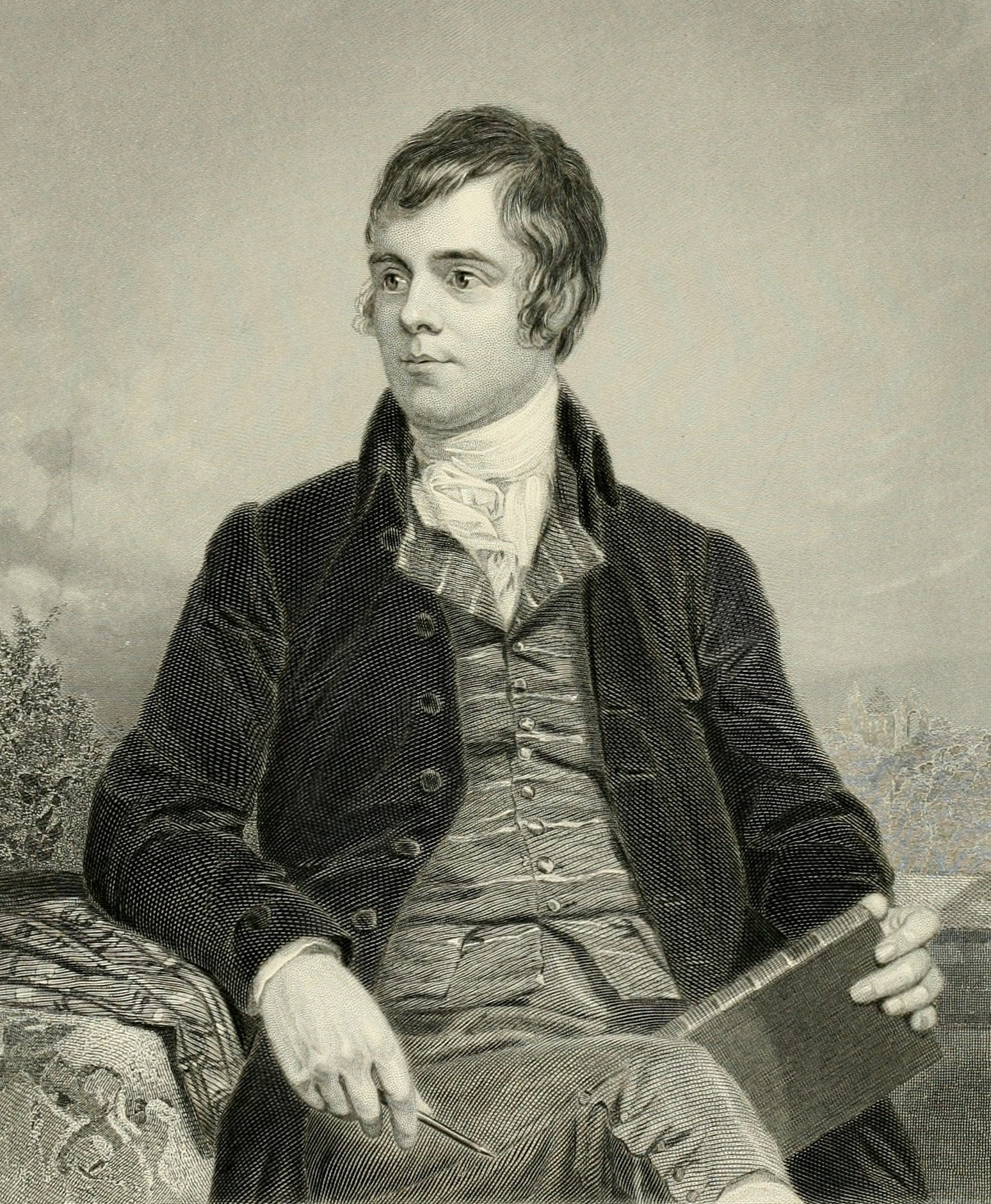
羅伯特·彭斯，常被認為是蘇格蘭的國家詩人
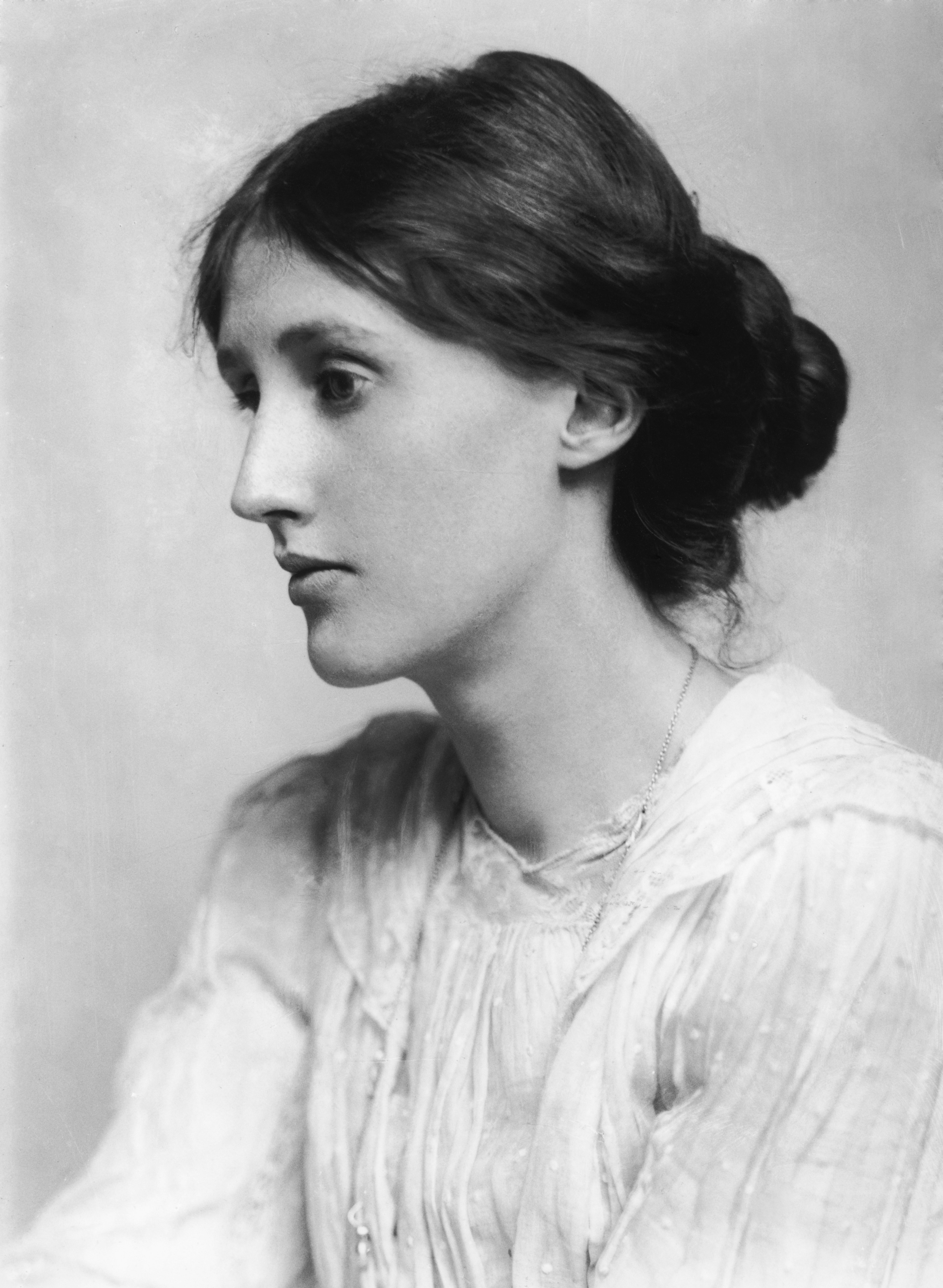
弗吉尼亚·伍尔夫
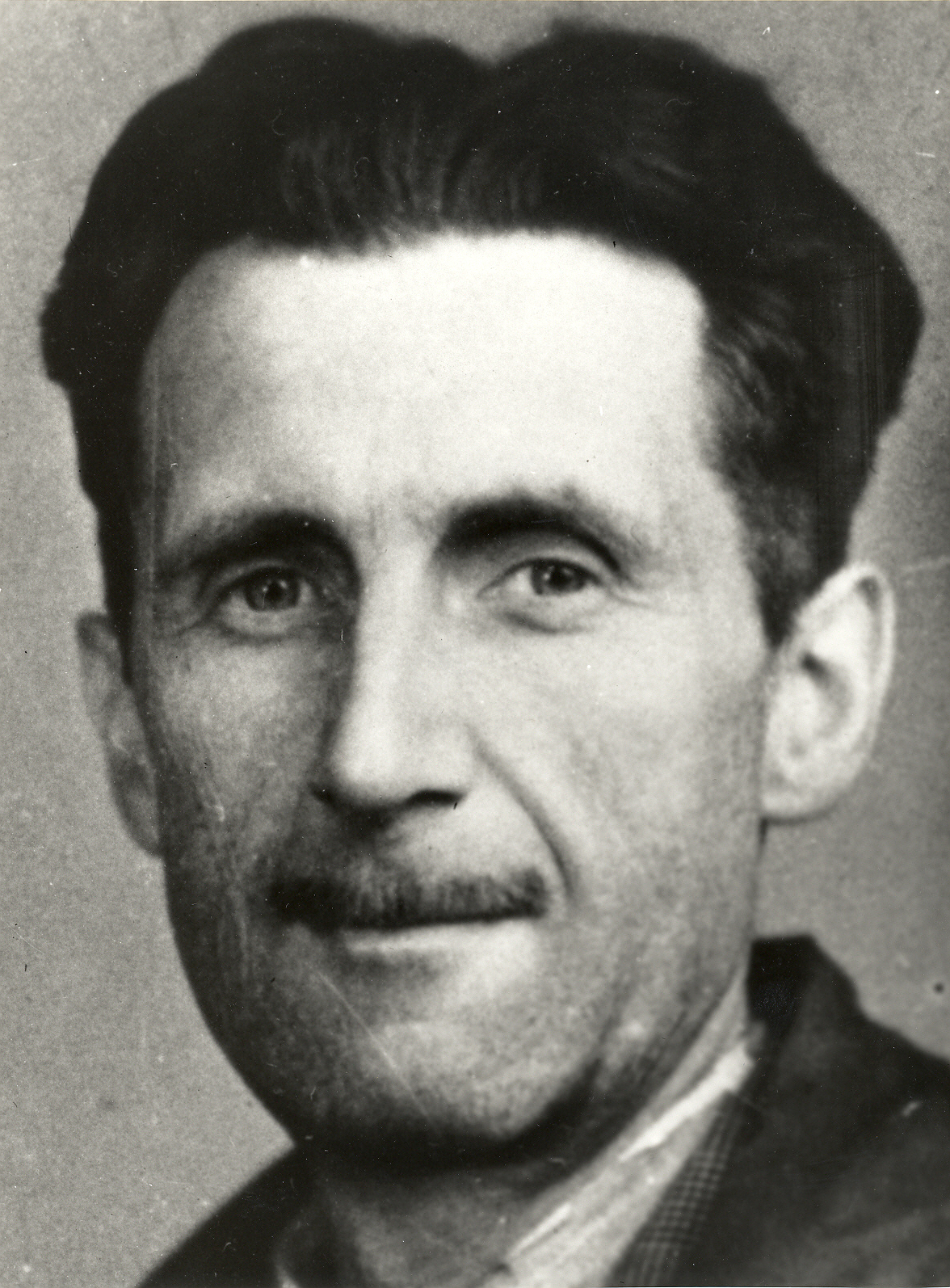
喬治·奧威爾
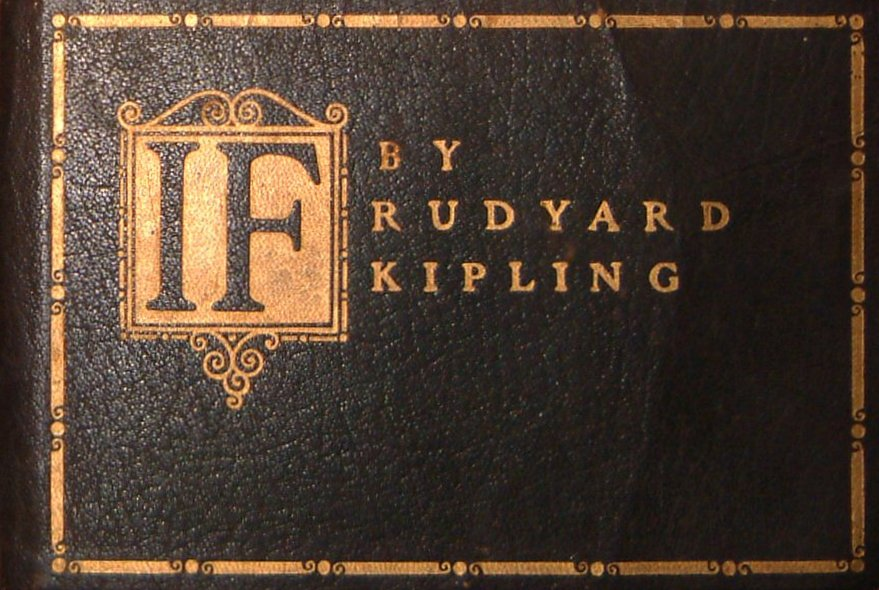
鲁德亚德·吉卜林的《If—》（1895年），是英國最受歡迎的詩作之一

第一次世界大戰使得英國出現了一批戰爭詩人和作家，例如威爾弗雷德·歐文、西格夫里·萨松、罗伯特·格雷夫斯和鲁伯特·布鲁克，他們以描寫自己在戰壕中的經歷而出名。
一般認為20世紀最受歡迎的英國詩人是鲁德亚德·吉卜林，他也是諾貝爾文學獎最年輕的獲獎人。其作品包括《The Jungle Book》、《The Man Who Would Be King》以及《Kim》，而《If—》更是備受國人喜愛。而威廉·歐內斯特·亨利的詩作《Invictus》 則喚起了對維多利亞時代斯多葛哲学的關注。
著名的愛爾蘭作家有奧斯卡·王爾德、詹姆斯·喬伊斯、布拉姆·斯托克、喬納森·斯威夫特、蕭伯納和葉芝。凱爾特復興引起了人們對愛爾蘭文學的關注，而20世紀初的蘇格蘭文藝復興帶領蘇格蘭文學走入現代主義。20世紀的英語小說受到移民作家的影響，開始愈來愈多樣化。
其他著名英國小說家包括喬治·奧威爾、C·S·劉易斯、羅伯特·路易斯·史蒂文森、亞瑟·柯南·道爾、H·G·威爾斯、D·H·勞倫斯、瑪麗·雪萊、路易斯·卡羅爾、托爾金、弗吉尼亚·伍尔夫、伊恩·佛莱明、沃爾特·斯科特、阿加莎·克里斯蒂、J·M·巴里、約瑟夫·康拉德、格雷厄姆·格林、E·M·福斯特、奥尔德斯·赫胥黎、罗尔德·达尔、海倫·菲爾丁、亞瑟·查理斯·克拉克、阿蘭·摩爾、安东尼·伯吉斯、伊夫林·沃、威廉·戈尔丁、萨尔曼·拉什迪、道格拉斯·亞當斯、P·G·沃德豪斯、馬丁·艾米斯、安东尼·特罗洛普、碧雅翠丝·波特、艾倫·亞歷山大·米恩、菲利普·普尔曼、泰瑞·普莱契、亨利·萊特·哈葛德、尼爾·蓋曼和J·K·羅琳。20世紀英國其他重要詩人包括魯德亞德·吉卜林、威斯坦·休·奧登、泰德·休斯、菲利普·拉金、約翰·本傑明和迪蘭·托馬斯。2003年，BBC舉辦的“大閱讀”活動中，魔戒（托爾金）、傲慢與偏見（珍·奧斯汀）、黑暗元素三部曲（菲力普·普曼）、銀河便車指南（道格拉斯·亞當斯）、哈利波特：火盃的考驗（J·K·羅琳）榮登前五。

### 戲劇

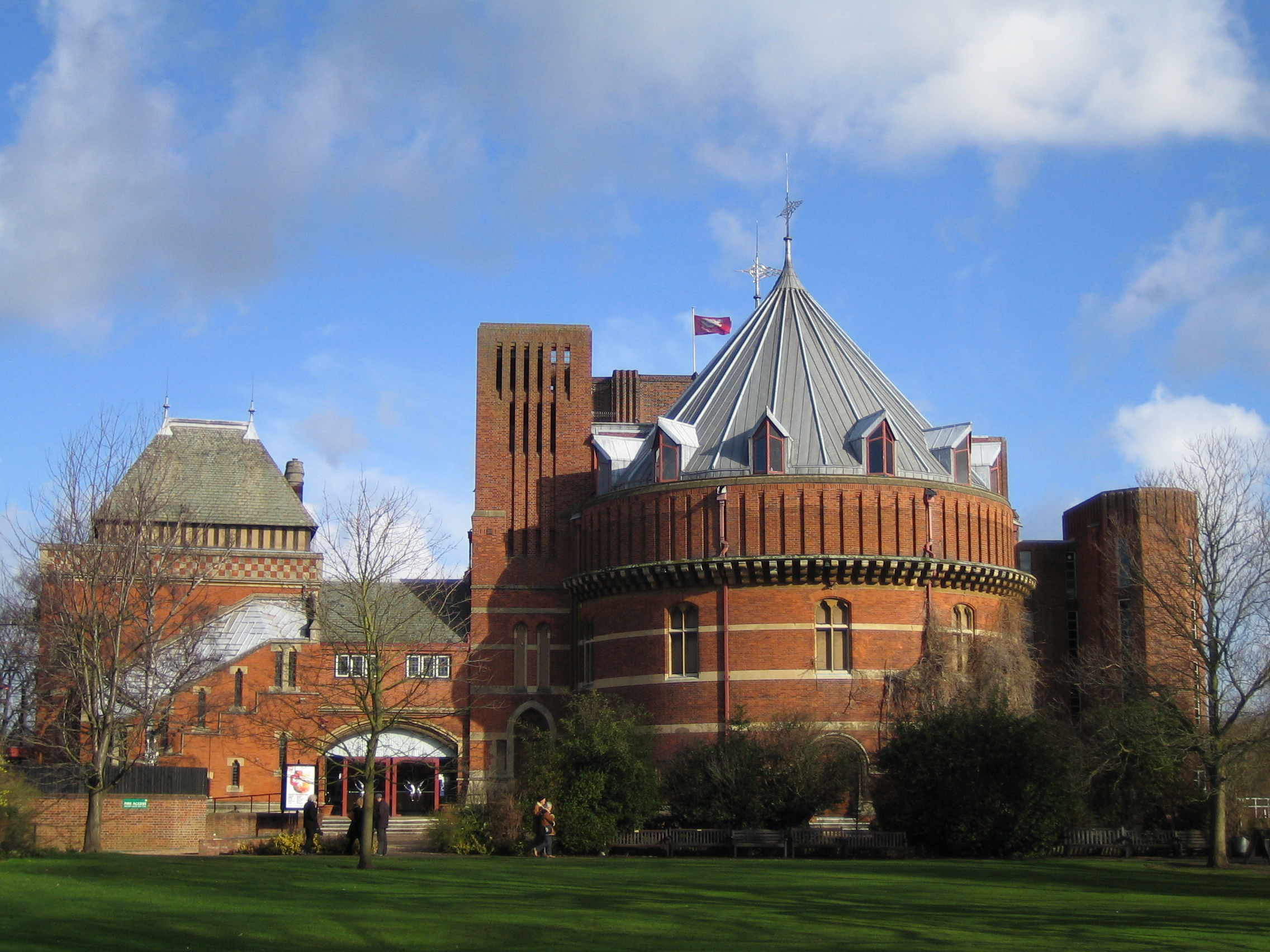
皇家莎士比亞劇院，成立於1932年

自18世紀以來，英國的戲劇逐漸形成於英格蘭和蘇格蘭。倫敦西區集中了很多英國的主要劇院， 西區科文特花園的皇家劇院的歷史可以追溯到17時期，是英國最古老的劇院。
18世紀，復辟時期戲劇開始落伍，感傷主義戲劇開始流行，而英國本土的悲劇，諸如《倫敦商人》（1731年）則在意大利大獲成功。而大眾對娛樂項目的關注度也漸漸提高，出現了通俗滑稽戲和混合式戲劇。但到了19世紀早期這些戲劇就漸漸落伍，案頭戲開始流行起來。
1847年，一個筆名為“Dramaticus”的評論家道出了英國戲劇界的危險狀況： 這時演出正劇只限於特許劇團，而新劇則受到宮務大臣辦公室的嚴格審查。雖然，此時下層社會中情節劇和滑稽劇也漸漸風靡起來了。

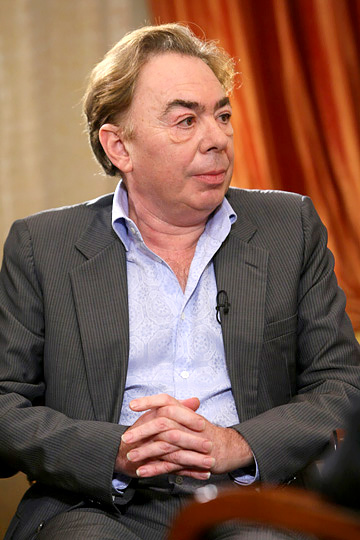
安德鲁·劳埃德·韦伯的劇作幾乎主宰了整個20世紀後半期的倫敦西區劇場

19世紀晚期情況發生了變化，愛爾蘭人蕭伯納和王爾德的作品令英國煥發生機。1879年，莎士比亞紀念劇院在莎士比亞故鄉埃文河畔斯特拉特福開張，1904年赫伯特·比爾伯姆·特里在創建了皇家戏剧艺术学院。 理查德·多伊利·卡特創立了多伊利·卡特剧团。 吉尔伯特与萨利文的喜歌劇《H.M.S. Pinafore》、《The Pirates of Penzance》和《The Mikado》上演。 1881年，卡特在西區創建了薩沃依劇院，該劇院因為使用了約瑟夫·斯萬發明的電燈而成爲了世界上第一家完全用電力照明的劇院。
莉蓮·貝麗絲的沙德勒之井剧院培養出了許多天才演員，最終形成了英國國家劇院和英國皇家芭蕾舞團。
從1911年在蓋瑞克劇院其戲劇登臺以來，諾埃爾·科沃德一生中寫下了眾多劇作，以及數十部音樂劇，對英國戲劇界貢獻良多。 安德魯·勞埃德·韋伯則被認為是“歷史上最成功的商業劇作家”，其作品一直進入了美國百老匯劇場，他的音樂劇捧紅了伊蓮·佩姬，使其成為英國音樂劇第一小姐。
1963年，皇家國立劇院成立，2006年，蘇格蘭國家劇院成立。
其他著名現代英國劇作家包括哈羅德·品特、湯姆·斯托帕德、艾倫·艾克伯恩、約翰·奧斯本、邁克爾·弗萊恩和阿诺德·威斯克。

### 音樂
英國國歌《天佑吾王》以及《統治吧，不列顛尼亞！》是國家象徵，而其組成的四地區也有各自的官方歌曲。最著名的愛國歌是愛德華·埃爾加的《希望與光榮的土地》、休伯特·帕里的《耶路撒冷》。 蘇格蘭愛國歌則有《蘇格蘭之花》、《蘇格蘭勇士》以及《Scots Wha Hae》，威爾士則有《天堂的麵包》以及《父親的土地》，後者也是威爾士國歌。 北愛爾蘭的愛國歌有《丹尼男孩》。傳統的進行曲《不列颠掷弹兵进行曲》常作為軍樂在皇家軍隊閱兵儀式上演奏。 耶利米·克拉克的《小號志願軍》時常用的婚禮音樂，甚至在皇室婚禮上也會用到。
著名英國作曲家有：亨利·珀塞爾、拉尔夫·沃恩·威廉斯、本杰明·布里顿、古斯塔夫·霍尔斯特、威廉·伯德、托马斯·塔利斯、亨利·伍德、约翰·塔弗纳、阿瑟·萨利文、威廉·沃尔顿、約翰·斯坦福·史密斯、亨利·畢曉普、艾弗·沃韋諾、馬爾科姆·阿諾德、迈克尔·蒂皮特和約翰·巴瑞等等。
傳統英格蘭民謠也有許多流派，諸如船夫號子、吉格、號笛舞曲和舞曲，在不同的地方有不同的地位。溫金·德·沃德搜集印刷的羅賓漢民歌出現在16世紀，其他類似出版物還有約翰·布雷福德的《舞蹈大師》以及約翰·哈雷《Roxburghe Ballads》。 著名的民謠包括《綠袖子》、《斯卡伯勒集市》、《与好伙伴一起消磨时光》等等。蘇格蘭風笛則是最為人熟知的蘇格蘭象徵物之一，尤其是高地大風笛。《友誼萬歲》則可算得上是最著名的蘇格蘭民歌了，在整個英語世界中這首歌曲都很流行，常被用來慶祝新年（特別是愛丁堡的蘇格蘭除夕）。
最早的英語童謠可追溯至16世紀中期。 英國著名童謠有：《Twinkle Twinkle Little Star》、《Roses are red》、《Jack and Jill》、《Cock a doodle doo》、《Baa, Baa, Black Sheep》、《The Grand Old Duke of York》、《London Bridge Is Falling Down》、《Hey Diddle Diddle》、《Three Blind Mice》、《Little Miss Muffet》、《Pat-a-cake》、《Pop Goes the Weasel》、《One, Two, Buckle My Shoe》、《Peter Piper》、《Hickory Dickory Dock》、《Rock-a-bye Baby》、《One for Sorrow》、《This Old Man》、《Simple Simon》、《Old Mother Hubbard》、《Little Bo Peep》、《Sing a Song of Sixpence》、《Mary, Mary, Quite Contrary》、《Old King Cole》和《Humpty Dumpty》。
英語聖誕頌歌最早出現於1426年什羅普郡牧師約翰·奧德雷的作品中，共25首，由祝酒者挨家挨戶地演唱。 著名的頌歌有《We Wish You a Merry Christmas》、《O Come All Ye Faithful》、《The First Noel》、《God Rest You Merry, Gentlemen》、《The Holly and the Ivy》、《I Saw Three Ships》、《Deck the Halls》、《In the Bleak Midwinter》、《Joy to the World》、《Once in Royal David's City》、《Hark! The Herald Angels Sing》、《What Child Is This?》、《Good King Wenceslas》、《Here We Come A-Caroling》和《While Shepherds Watched Their Flocks》。聖誕節音樂總是雅俗共鑒，並有相關的比賽。英國單曲排行榜和英國專輯排行榜會每週日在BBC Radio 1播出，艾尔顿·约翰的《Candle in the Wind 1997》創造了英國單曲銷售史上的空前記錄，而皇后樂隊的《精選集》則是最暢銷專輯。

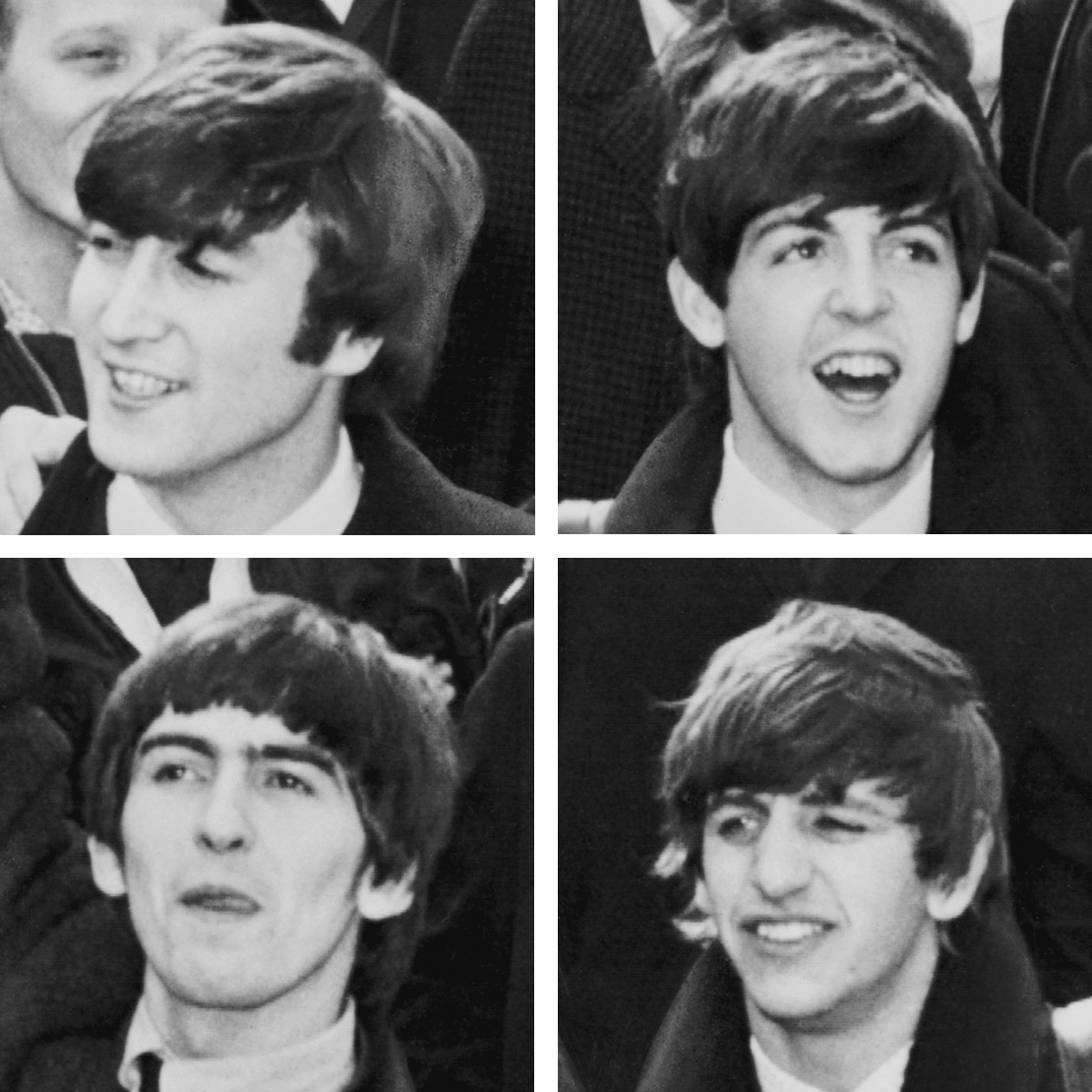
披頭四是音樂史上伟大的樂隊之一

英國也有許多重要的管弦樂隊，例如BBC交響樂團、皇家愛樂樂團、愛樂管弦樂團、倫敦交響樂團以及倫敦愛樂樂團。倫敦算得上是世界古典音樂中心之一，有皇家歌劇院等許多有影響力的音樂劇院。
英國的搖滾樂隊則有披頭四、滾石、齊柏林飛艇、誰人、平克·弗洛伊德、皇后樂團等等。

### 視覺藝術

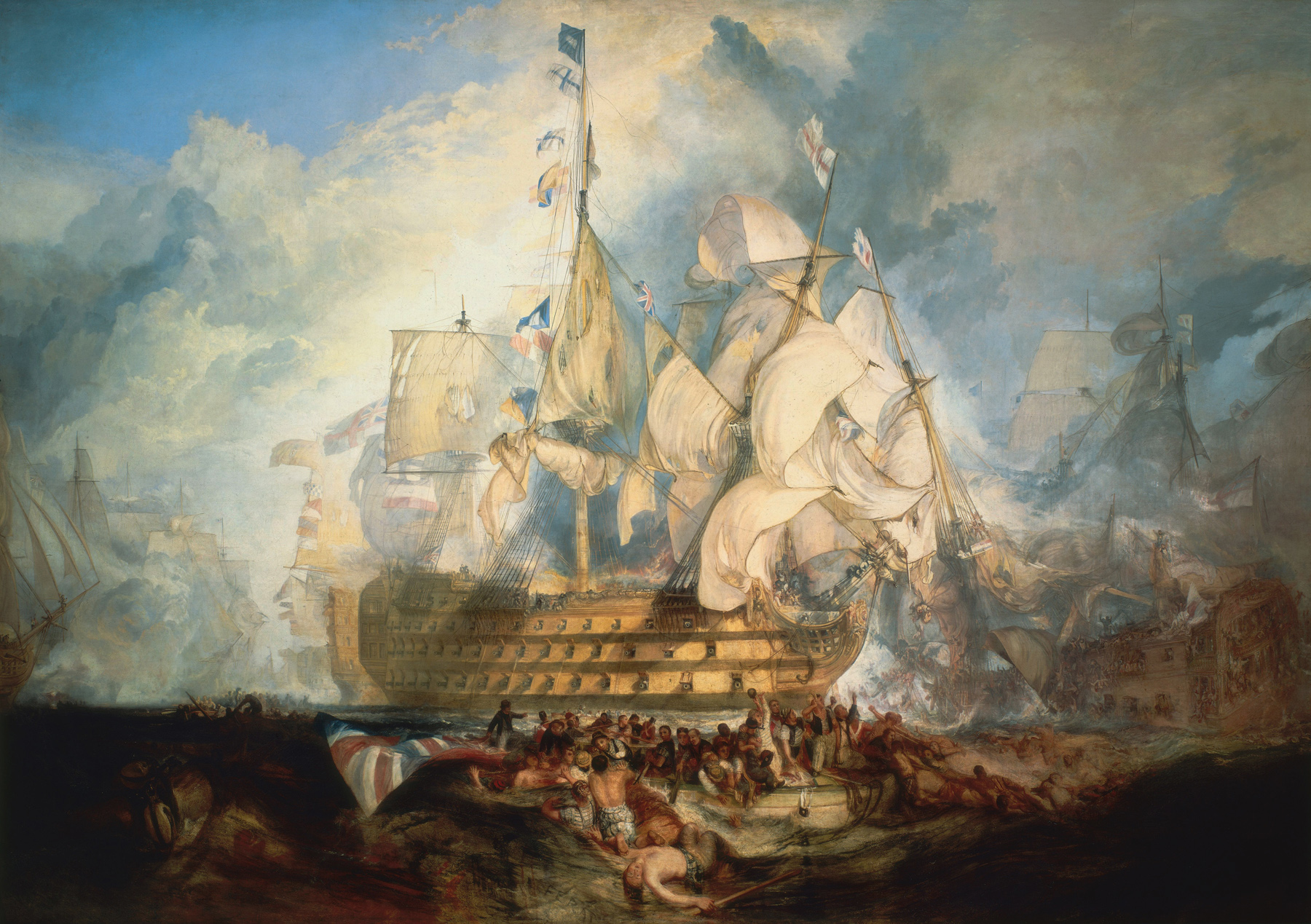
《特拉法爾加海戰》，J·M·W·透納，1822年，隨著大英帝國的崛起湧現了許多知名畫家

自有英國以來，英國美術即以肖像畫和風景畫出名。早期的英國畫家包括約書亞·雷諾茲（1723–1792）、喬治·斯坦布斯（1724–1806）以及托馬斯·庚斯博羅（1727–1788）。威廉·賀加斯是第一位著名英國版畫家。
18世紀和19世紀之交的代表性英國畫家有威廉·布萊克（1757–1827）、約翰·康斯特布爾（1776–1837）和J·M·W·透納（1775–1851）。
自1848年創立以來，前拉斐爾派兄弟會對美術界有著巨大影響，主導著一段時期內的精密、多彩的畫風。兄弟會成員有约翰·艾佛雷特·米莱、但丁·加百列·羅塞蒂以及愛德華·伯恩-瓊斯。其中的成員威廉·莫里斯發起了工藝美術運動。
20世紀的英國知名藝術家則有卢西恩·弗洛伊德、法蘭西斯·培根、大衛·霍克尼、布里奇特·瑞利以及普普藝術家理查德·哈密爾頓、彼得·布萊克。亨利·摩爾則成為英國雕塑界及現代主義藝術的領導人物。 雅各布·愛潑斯坦也是現代雕塑先驅之一。1958年傑拉爾德·霍爾通為核裁軍運動設計的標誌後來成了一個廣為人知的和平象徵。 作為對抽象表現主義的回應，1950年代英格蘭出現了所謂的流行藝術。 1990年代則出現了一批英國青年藝術家。
藍道夫·凱迪克、沃爾特·克萊因、凱特·格林威、約翰·坦尼爾、奥伯利·比亚兹莱、罗杰·哈格里夫斯、亞瑟·拉克姆、約翰·李奇、喬治·克魯克香克和碧雅翠丝·波特是著名的插畫家。1960年代末，英國美術設計員斯托姆·索格森創建了Hipgnosis，他本人則以超現實主義，尤其是為平克·佛洛依德的《月之暗面》所繪的封面而出名。 匿名英國塗鴉藝術家班克斯的作品總富有政治意味，又因長繪製在街頭巷尾而為人熟知。 而英國的藝術機構則有皇家藝術學院、皇家藝術學會、斯萊德美术學院、皇家學院和泰特不列顛。

## 民俗

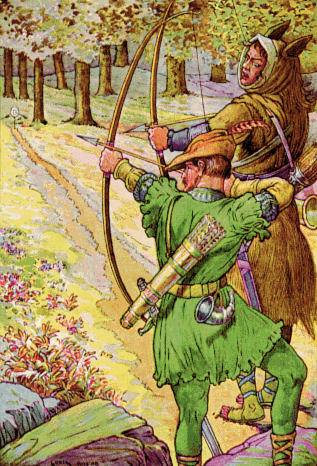
穿著林肯綠呢的羅賓漢，1912年

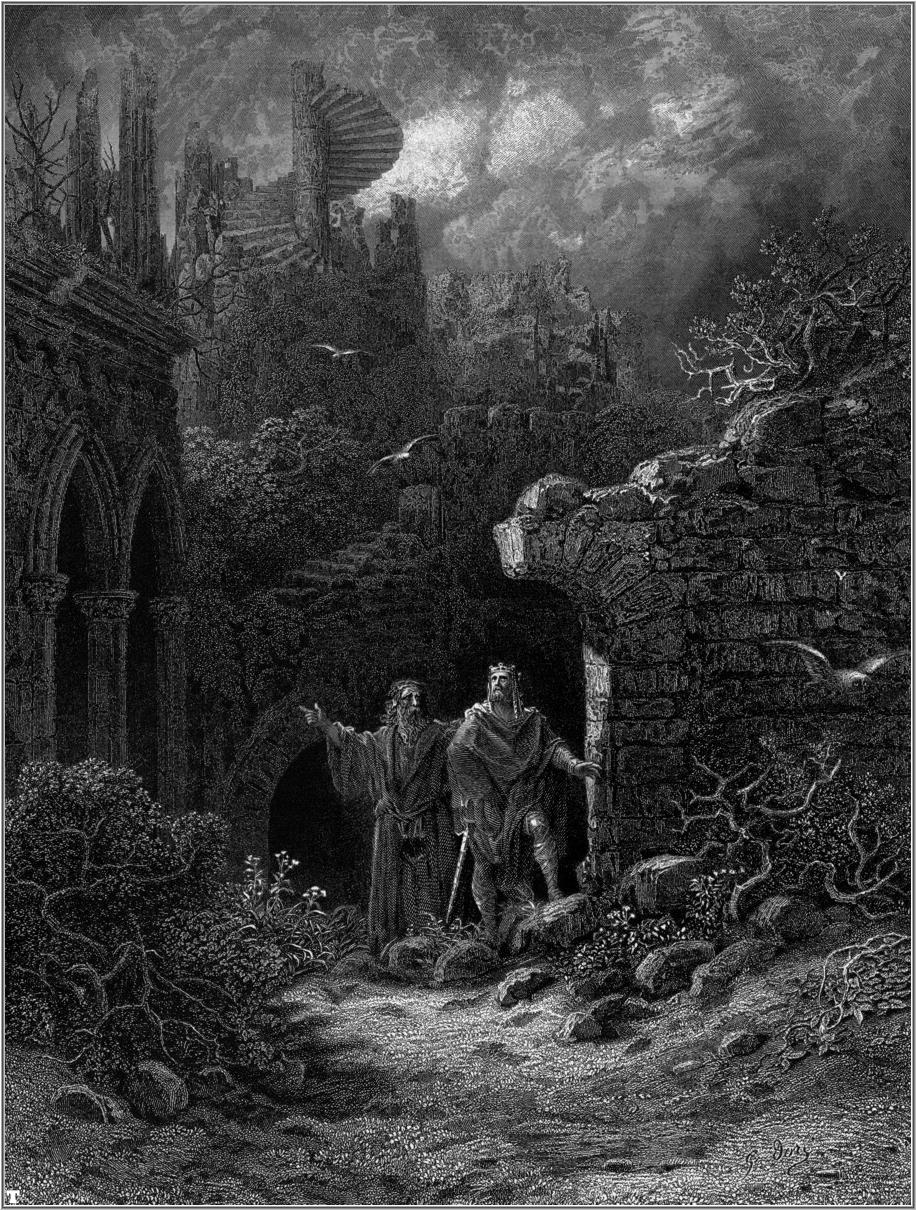
梅林勸告亞瑟王，丁尼生《國王敘事詩》，1868年

英國的很大一部份傳說都要追溯到英國成立之前，常見的民俗象徵有皮克西（pixie）、巨人（gaint）、精靈（elf）、bogeymen、洞穴巨人（troll）、哥布林（goblin）和矮人（dwarf）。最早的人物形象有鐵匠韋蘭， 另外一些則要追溯到諾曼入侵時期，例如羅賓漢和諾丁漢郡長等。
中世紀中期的許多傳說來自布立吞人，最著名的是亞瑟王傳說。 亞瑟王、埃克斯卡利伯和梅林來自愛爾蘭傳說，而圓桌騎士則來自澤西詩人韋斯。它們後來被蒙茅斯的傑弗里合並到《不列顛诸王記》中。
尼斯湖水怪是傳說居住在蘇格蘭高地尼斯湖中的一種神秘生物。 拉布列康（Leprechaun）則常出現於威爾士民間傳說中，這是一種身著翠綠色衣服，喜歡惡作劇又常常忙于製作靴子的矮人。據說他們有將一罐金子藏在彩虹的一端，如果被人類捉到就會用三個願望來換取自由。 而《傑克與豌豆》中愚蠢的巨人形象後來流行成風，拇指湯姆也是英語傳說中的有名人物。另外也有一些多少有一些真實背景的傳說人物存在，例如戈黛娃夫人（Lady Godiva）、覺醒的赫里沃德（Hereward the Wake）以及獵人赫恩（Herne the Hunter）、胥普敦女士（Mother Shipton）。 迪克·特平是著名的俠盜，黑鬍子和棉布傑克則是著名英國海盜。格里莫林是皇家空軍傳說的一部份，可以追溯到1920年代。 19世紀的許多半傳說人物出自倫敦，例如理髮師陶德和開膛手傑克。而每年11月5日夜，英格蘭人會紀念失敗的火藥陰謀而舉辦蓋伊·福克斯之夜晚會，這是自1606年以來每年例行活動之一。 蓋伊·福克斯面具則成了反建制組織的象徵。
萬聖節前夕（Halloween）在蘇格蘭和愛爾蘭是每年的10月31日夜， 而“Halloween”則被證實出自16世紀，是蘇格蘭英語“All-Hallows-Even”的縮寫， 一些歷史學家認為聖代節前夕起源自蓋爾人的夏末節，蓋爾人認為在此日我們的世界與冥界相距最近，於是死者將重現人世。 1780年，敦夫里斯詩人約翰·梅因的作品中就出現了萬聖節前夕惡作劇。蘇格蘭吟遊詩人羅伯特·彭斯在1785年完成的詩作《Halloween》就也受到了梅因的影響。 蘇格蘭和愛爾蘭傳統的萬聖節前夜時孩童們會穿上萬聖節服裝挨家挨戶地討要零食或硬幣，即不給糖就搗蛋， 他們使用蕪菁做成的空心燈籠 來舉行派對，會上會有咬蘋果的等節目。 愛爾蘭也會舉行篝火晚會並放焰火。 現代對聖代節前夜的認識則受一些哥特式小說和恐怖小說影響較大。而19世紀大批的蘇格蘭及愛爾蘭移民將此風俗帶到了北美。

## 宗教

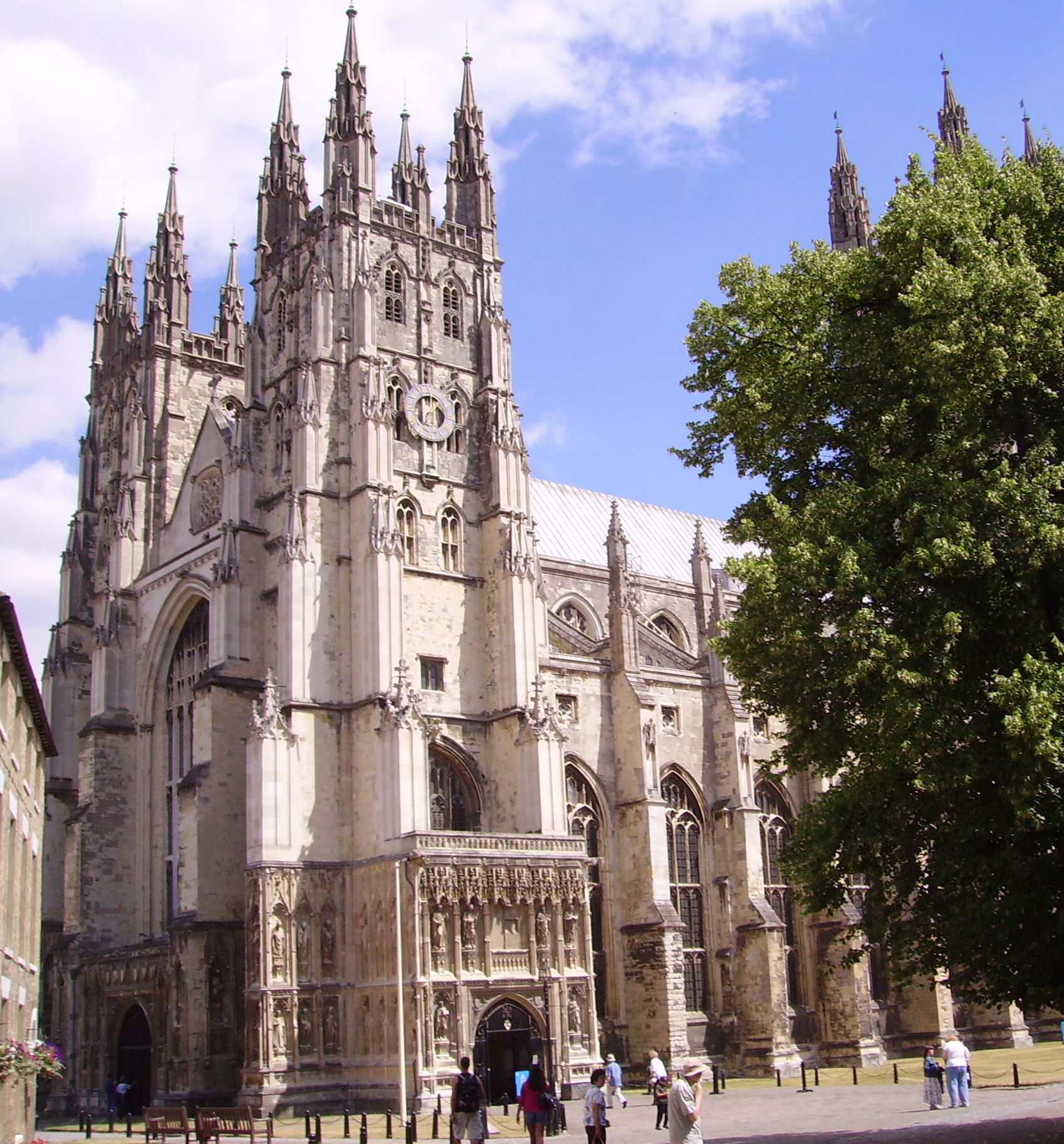
坎特伯雷大教堂是坎特伯雷大主教座堂

自英國1707年聯合法案創立英國國教後，英國國教就一直是英國最大的宗教團體，只有在蘇格蘭並不流行，後者主要信奉蘇格蘭長老會。 僅次於此的是羅馬天主教，此外還有伊斯蘭教、印度教、錫克教、猶太教和佛教。同時英國猶太人數已達300,000，使得英國猶太人成為世界第五大猶太人社區。 根據2001年英國人口普查， 75%的英國人認為自己信教。蓋洛普民意測驗顯示只有10%的英國人常去進行宗教儀式，而2004年的民意測驗則顯示有44%的英國人信神，而又有35%的英國人不信神。 聖誕節和復活節都是英國國定假日， 而諸如救世軍在內的一些宗教組織在慈善上也扮演著重要角色。

## 飲食
英國菜是一系列和英國有關繫的菜肴，傳統上注重食材本身的味道。 而國際上熟知的英國飲食包括英式早餐和聖誕晚宴。 凱爾特原住民本身就有一系列常用的農業作物及動物食材，而諾曼征服英格蘭后又帶來了許多外來種。 大英帝國的殖民活動又使得食用味道強烈的香料及草藥的印度菜進入英國。
第一張冰淇淋食譜出現於1718年倫敦出版的《瑪麗·伊爾斯夫人食譜》（Mrs. Mary Eales's Receipts）中。 18世紀的英國貴族約翰·孟塔古則因很可能發明了三明治而出名。 1767年，约瑟夫·普利斯特里發明了蘇打水，是最典型的軟飲料之一。
實際上英國內的四個組成部份都有各自的獨特飲食，傳統的英格蘭飲食有週日烤肉、約克郡布丁和肉汁。炸魚薯條和英式早餐（培根、烤番茄、炸麵包、黑布丁、烘豆、烤蘑菇、香腸和蛋）。最早的炸魚薯條出現於1860年奧爾德姆的湯米菲爾德市場（Tommyfield Market）。 除此之外還有各種肉派，例如牛排腰子派、牧羊人派、農舍派、康瓦尔郡菜肉烘饼和豬肉派。

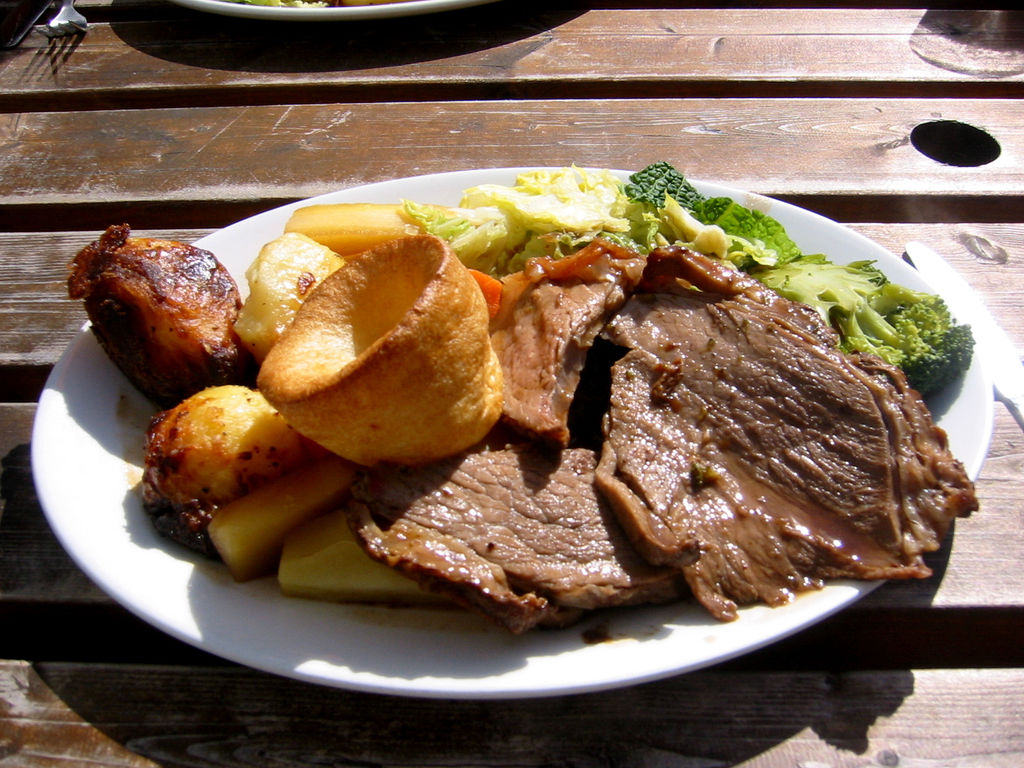
週日烤肉
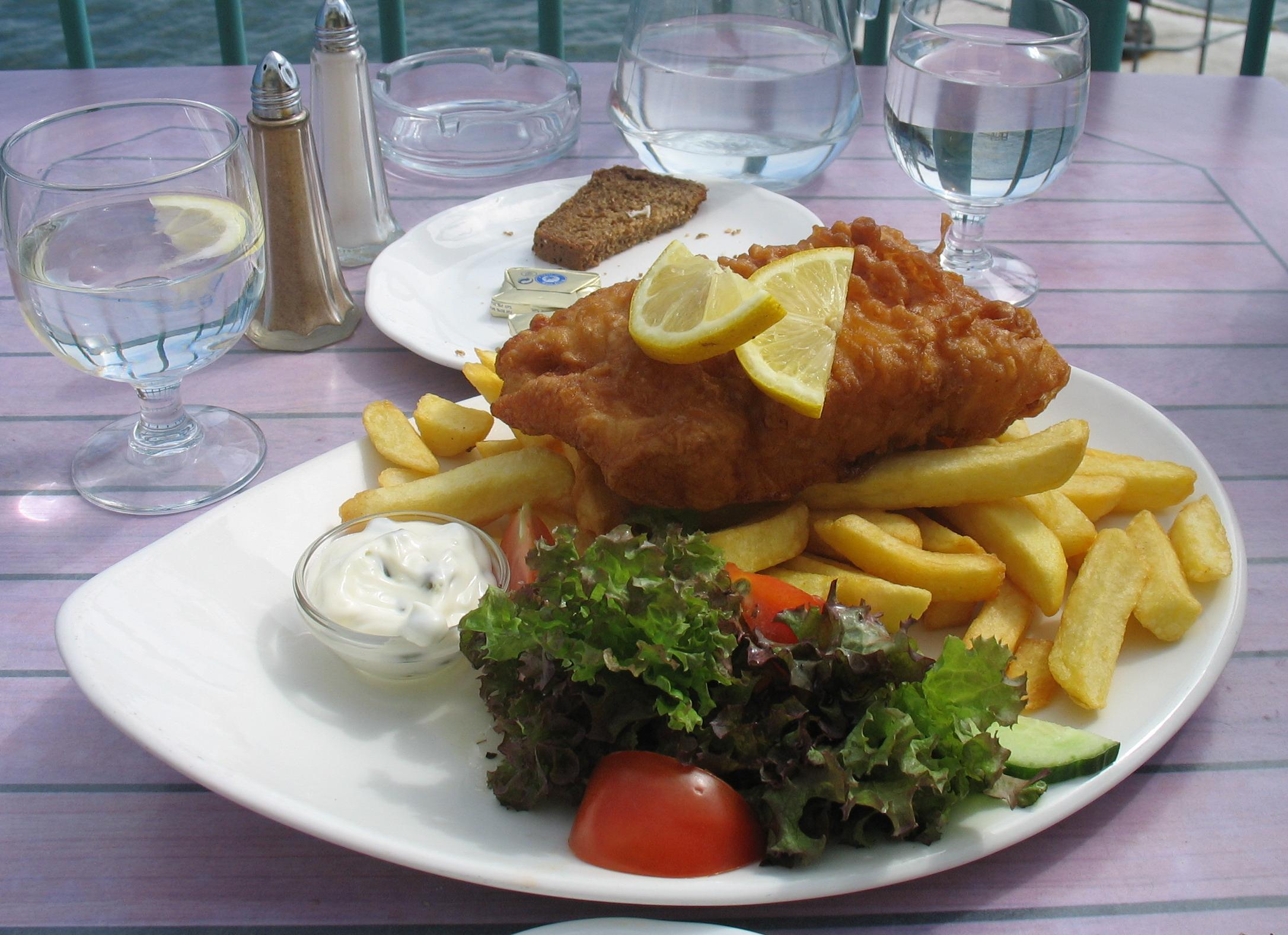
炸魚薯條，是英國常見的外賣食品
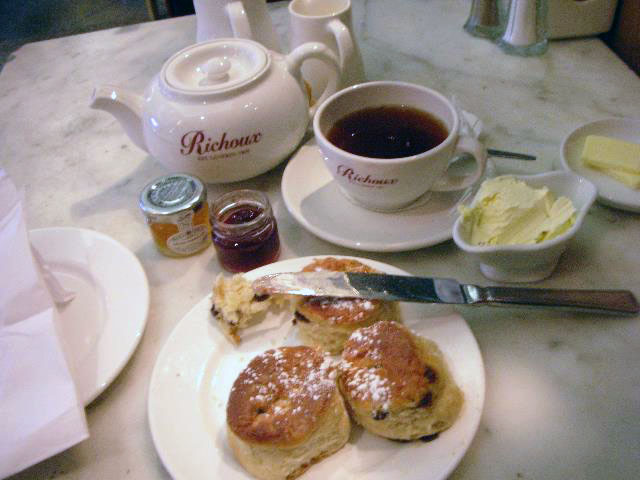
傳統的英國茶和司康餅，茶是英國最受歡迎的飲料
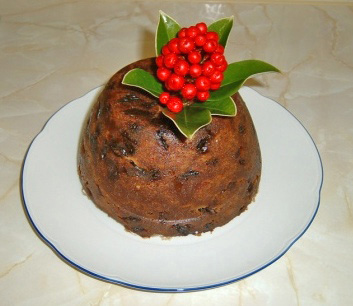
聖誕布丁起源於中世紀英格蘭

在英國文化中，通常會在下午4至6點吃下午茶。而作為英國最常見的飲料之一，茶由查理二世之妻布拉干薩的凱瑟琳引入英國，傳統上下午茶還包括三明治、司康餅、蛋糕或其他點心。 香腸也是常見食物，此外還有肉泥土豆泥或布丁牛排。蘭開夏郡火鍋是一種燉湯。著名的芝士則有切達乾酪和文斯勒德奶酪。甜點有蘋果派、肉餡派、葡萄乾布丁、葡萄乾餡餅、烤薄餅、海綿蛋糕、佳發蛋糕、乳脂鬆糕、奶黃等，酒吧也是常見的飲食場所，酒吧會提供許多酒精飲料，諸如苦啤酒、愛爾輕啤酒、司陶特啤酒和棕色愛爾啤酒等英國啤酒及葡萄酒。蘇格蘭菜有哈吉斯、愛爾蘭菜有愛爾蘭燉肉、威爾士菜有威爾士乾酪。愛爾蘭和蘇格蘭在中世紀就開始生產威士忌了，并分成了愛爾蘭威士忌和蘇格蘭威士忌。 到了聖誕節，鵝是聖誕晚宴主菜，但也常用火雞，也有聖誕布丁作為甜點。 16世紀英國航海家威廉·斯特里克蘭被認為是將火雞引入英國的人，在他的家族紋章上也有“雄火雞”的圖案，這也是已知最早的火雞畫像之一。 1840年代，聖誕爆竹發明於倫敦，一般會在在聖誕晚宴前拉響。

## 傳統服裝

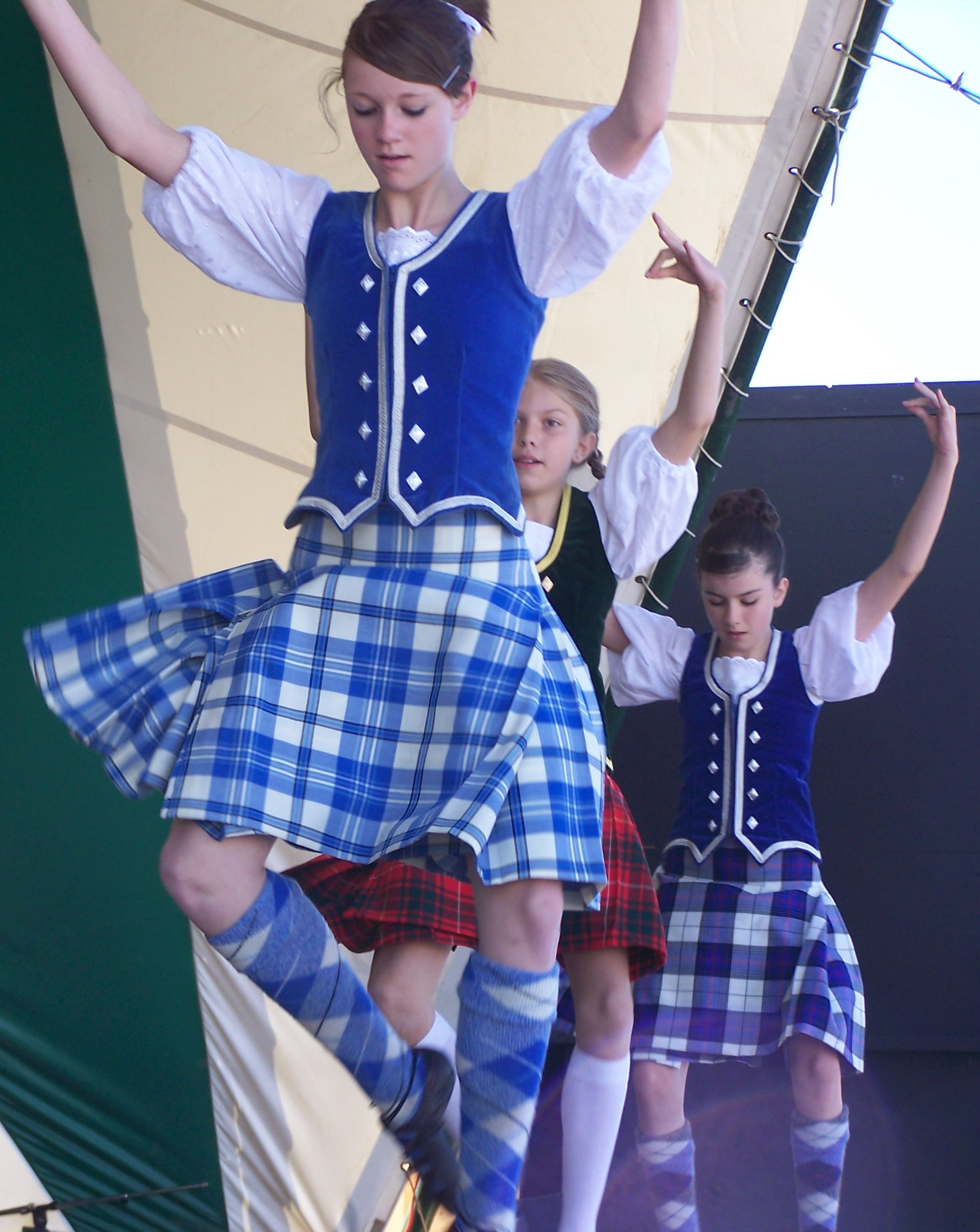
穿著傳統蓋爾人服裝表演的高地舞蹈

作為一個多民族國家， 英国沒有統一的傳統服飾。蘇格蘭人有蘇格蘭裙、蘇格蘭便帽和花呢格紋服飾，這也是蓋爾文化的一部份。 威爾士傳統服裝包括有名的威爾士帽。在英格蘭，一些軍裝如Yeomen Warders或女王衛隊服裝都被認為是英格蘭服飾的象徵，不過它們都不是官方意義上的民族服飾。
維多利亞時代英國服飾趨於商業化。後來在愛德華七世、愛德華八世和博·布魯梅爾的影響下漸漸發展出了西裝。後來西裝也變成了英國主要的服裝。打領帶等習俗也是由布魯梅爾創造的。 舉辦白色婚禮的傳統則要追溯到1840年維多利亞女王與阿爾伯特親王的婚禮，自維多利亞女王穿著白婚紗結婚之後，白色婚紗便被與純潔與奢華聯繫起來了。

### 時裝

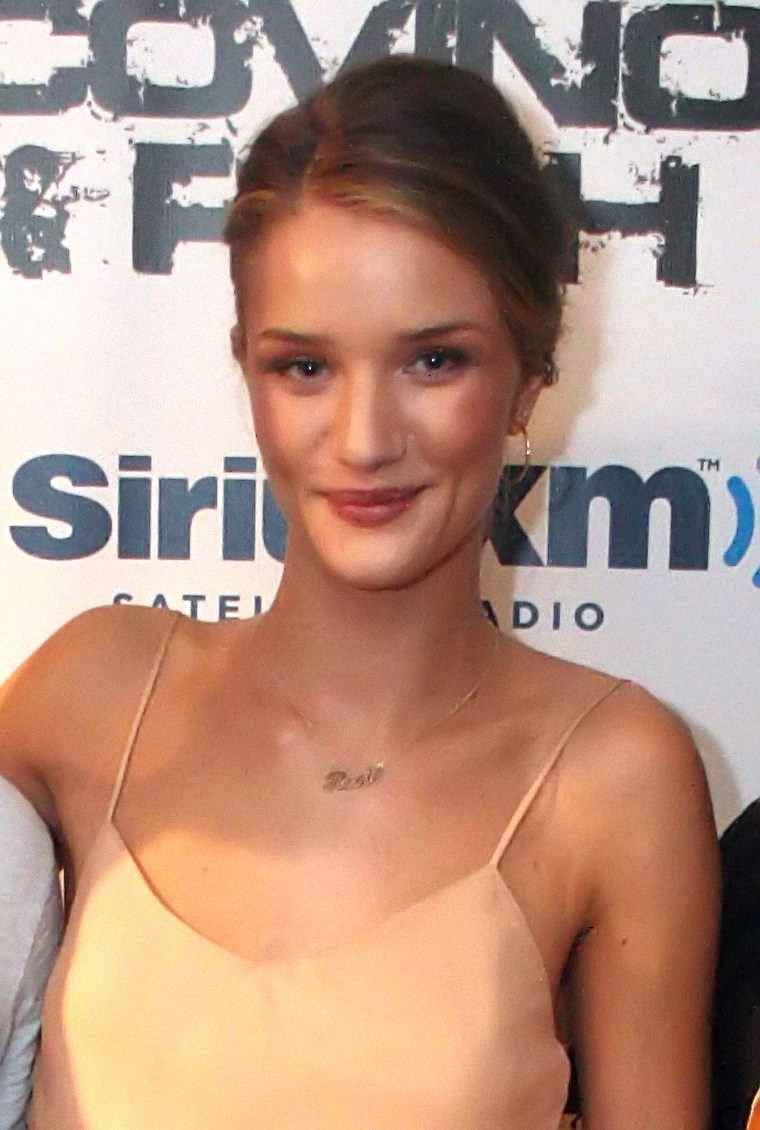
英國模特露絲·漢丁頓-維莉

倫敦是世界時尚之都之一，倫敦時裝週是著名的時裝週之一。 此活動由倫敦時裝協會組織，每年二月和九月舉辦兩次。 時裝週上會展出上百位設計師的作品。 此外倫敦也有許多非正式的時裝展覽活動。 英國設計師瑪麗·匡特是“搖擺倫敦”的重要人物之一，也是她發明了迷你裙和熱褲。 而查理斯·弗雷德里克·沃思則被認為是Haute couture之父。
而因美式英文及英式英文的分別，部分衣著的叫法不同，如美式英語中意為「長褲」的pants，在英式英語中意為「內褲」等等。

## 交流方式

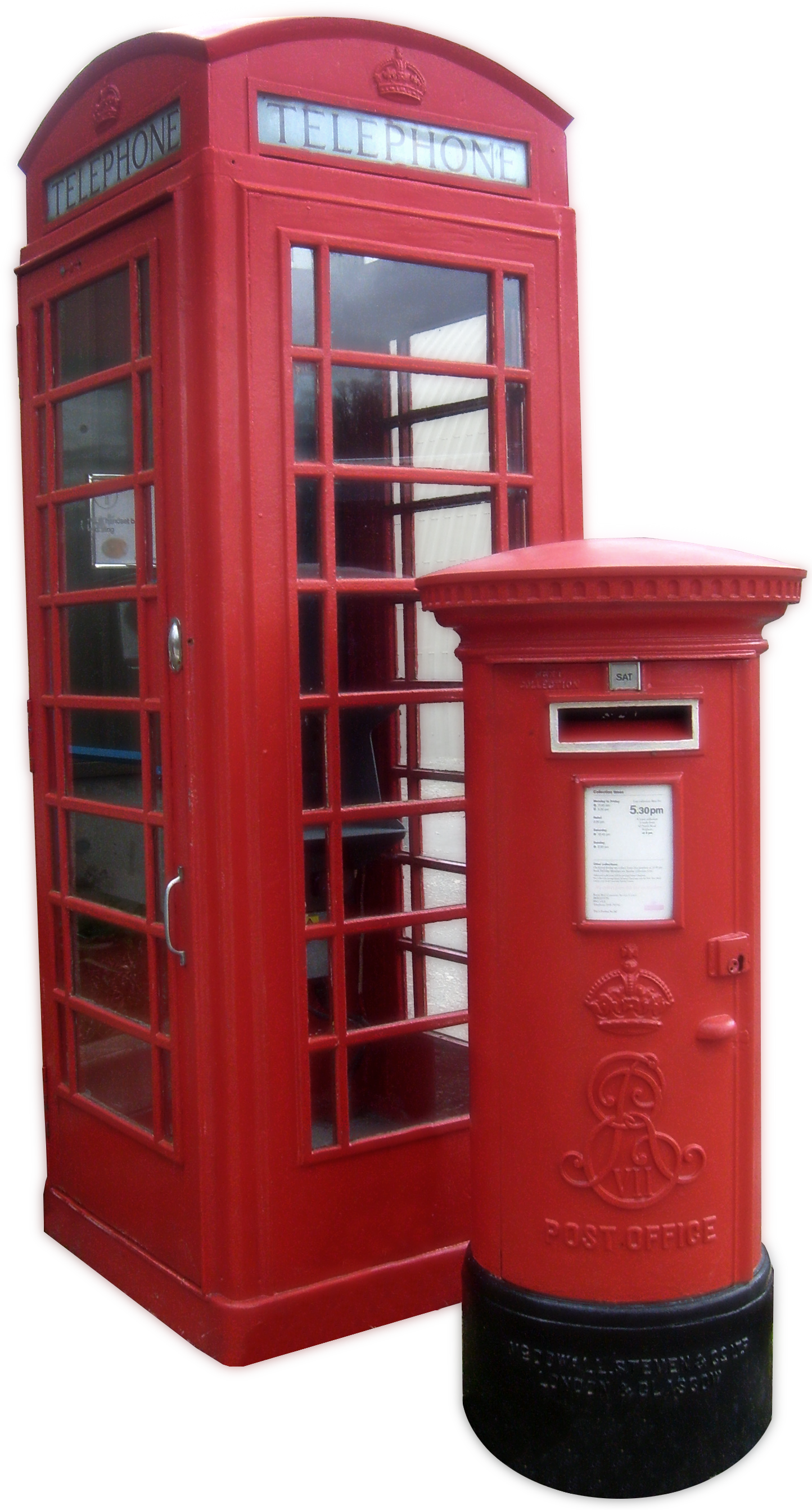
常見於英國各地的紅色電話亭和紅色的皇家郵政信箱

紅色電話亭和紅色的皇家郵政信箱是英國大街小巷常見的事物，已經成為了英國文化的象征。 紅色電話亭由吉爾斯·吉爾伯特·斯科特爵士設計於1924年，而信箱則在1850年代維多利亞女王統治時期就出現了，是1830年代羅蘭·希爾對英國郵政制度改革的結果。現在還在使用的信箱大多製造於1905年之後。
賀卡是一種傳統的英國祝賀方式，收發賀卡也是英國文化中重要的一個組成部份。 情人節卡自18世紀末以來開始流行，并傳播到了其他國家。 現在一般英國人都會花錢買情人節賀卡。 羅蘭·希爾的改革使得郵票（黑便士郵票）開始通行，這種方法減少了郵資，使得個人間通信和郵寄賀卡成為可能。聖誕卡由亨利·科爾發明於1843年，現在佔據了英國賀卡銷量的一半，每年售出的聖誕卡超過6億張。 在生日、母親節、父親節以及復活節，英國人也會寄出賀卡。

## 外部連結
電視
- BBC television （页面存档备份，存于）
- ITV
- Sky television （页面存档备份，存于）

電臺
- BBC radio （页面存档备份，存于）